# 瘫痪
瘫痪是指一個或多個肌肉群的肌肉功能喪失。而在受影響的區域，也可能會有感覺喪失的情況。癱瘓的原因一般是神經系統受損，尤其是脊髓的部位。其他主要原因包括中風、外傷、小兒麻痺、柏金遜症、肌萎缩性脊髓侧索硬化症（ALS）、肉毒桿菌中毒、脊柱裂、多發性硬化症，等等。

## 統計數據
根據Christopher與Dana Reeve基金會的一項研究顯示，在美國每50人就大約有1人罹患一定程度的癱瘓—即大約有六百萬名患者。